# خوسيه سانتياغو (لاعب كرة قاعدة أمريكي)
خوسيه سانتياغو (بالإنجليزية: José Santiago)‏ هو لاعب كرة قاعدة أمريكي، ولد في 5 نوفمبر 1974 في فاخاردو ‏ في الولايات المتحدة.

## وصلات خارجية
- خوسيه سانتياغو (لاعب كرة قاعدة أمريكي) على موقعبيزبول رفرنس.كوم (الدوري الرئيسي) (الإنجليزية)
- خوسيه سانتياغو (لاعب كرة قاعدة أمريكي) على موقعبيزبول رفرنس.كوم (الدوري الثانوي) (الإنجليزية)
- خوسيه سانتياغو (لاعب كرة قاعدة أمريكي) على موقع إي إس بي إن.كوم (أم.أل.بي) (الإنجليزية)
- خوسيه سانتياغو (لاعب كرة قاعدة أمريكي) على موقع مشجعي الرسوم البيانية (الإنجليزية)